# Arthur Menell
Arthur Mennell (2. října 1855, Weißenfels – 1. dubna 1941, Greifenberg) byl německý knihkupec, spisovatel, malíř a fotograf.  

## Životopis
Mennell zůstal v Paříži v roce 1885 a žil v Lipsku od roku 1888. Byl obdivovatelem kancléře Bismarcka a produkoval několik Bismarckových publikací ilustrovaných vlastními fotografiemi. Úspěšný byl s napodobeninami Buchholzových knih Julia Stindeho . Do jisté míry se proslavil knihou Lothara Machtana : Bismarck's Death and Germany's Tears, ve které jsou Mennellovy spisy popsány jako „ukecaná kolportážní literatura“ a „investigativní žurnalistika“. 

## Bismarck na smrtelné posteli

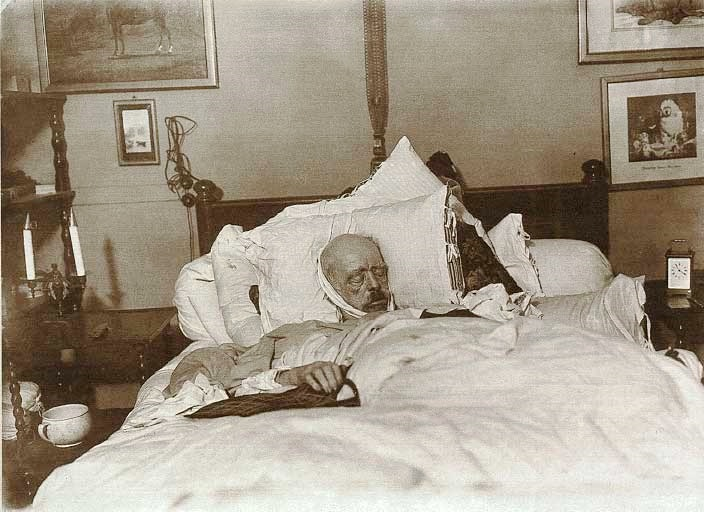
Willy Wilcke a Max Priester: Bismarck na smrtelné posteli, 31. července 1898

Bismarck na smrtelné posteli je mimo jiné název černobílé fotografie bývalého kancléře Otto von Bismarcka bezprostředně po jeho smrti, která iniciovala novinářský skandál v Německé říši. Bez ohledu na to existuje několik současných obrazů s názvem Bismarck na smrtelné posteli.
Dne 30. července 1898 kolem 23:00  Bismarck zemřel ve své posteli ve Friedrichsruhu . Jeho rodina, sousedé, služebnictvo a lékař Ernst Schweninger byli svědky této události. Nebyla vyrobena žádná posmrtná maska, ani nedošlo k veřejnému vystavení zemřelého. Příbuzní pouze pověřili spisovatele a fotografa Arthura Mennella, který bydlel v nedaleké hájovně, aby pořídil několik fotografií prince na smrtelné posteli, které měl zpřístupnit výhradně rodině Bismarcků.
Přesto se podařilo zhotovit fotografie i hamburským fotografům Willymu Wilckemu a Maxi Christianovi Priesterovi. Podplatili Bismarckova lesníka a starostu Louise Spörckeho, který je průběžně informoval o stavu umírajícího. Několik hodin po Bismarckově smrti, když Spörcke držel noční službu, získali nelegálně přístup do komnaty smrti. Přes okenní parapet se dostali do místnosti a pořídili fotografii zesnulého s hořčíkovým bleskem. Wilcke předtím upravil polštář tak, aby byla Bismarckova hlava lépe vidět. Hodiny na nočním stolku byly nastaveny na 20 minut po 11 (tj. 23:20) i když ve skutečnosti už byly 4 hodiny ráno.
Dne 2. srpna oba fotografové prostřednictvím inzerátů v berlínských novinách Tagesrundschau a Lokalanzeiger hledali kupce pro snímek, který předtím vyretušovali, odstranili z něj noční náčiní a kostkovaný kapesník. V pokoji Grand Hotel de Rome Unter den Linden představili obraz ke zhlédnutí a k prodeji. Zájemce nabídl 30 000 marek (při dnešní hodnotě asi 220.000 euro) plus 20 % podíl na zisku.
Dne 4. srpna byli zatčeni a fotografie zabavena. Spörcke byl odsouzen k osmi měsícům vězení, Wilke a Priester k pěti měsícům. Oba fotografové dva roky marně u soudu bojovali o navrácení fotografie.

## Publikace
- Pariser Luft. Unflad, Lipsko 1885
- Buchholtzens in Paris. Kuriose Reiseerlebnisse einer Berliner Familie in der französischen Hauptstadt. 1. – 14. Aufl. Unflad, Lipsko 1885
- Buchholtzens in der Schweiz. Kuriose Reiseerlebnisse einer Berliner Familie. Unflad, Lipsko 1886.[7]
- Buchholz und Knebbchen auf dem Skatcongreß. 1. - 18. Aufl. Unflad, Lipsko 1887
- Mittags beim Kaiser in Seinen letzten Lebenstagen. Verlag des Litterarischen Vereins, Lipsko 1888.[8]
- Die Königsphantasien. Eine Wanderung zu den Schlössern König Ludwig's II. von Bayern. Verlag der Literarischen Gesellschaft, Lipsko, 1888–1890.[9]
- Goldene Chronik der Wettiner. Hrsg. von Arthur Mennell. Verlag der Literarischen Gesellschaft, Lipsko 1889
- Bismarckbilder aus dem Sachsenwalde. Verlag der Literarischen Gesellschaft, Lipsko 1892.
- Bismarck-Denkmal für das Deutsche Volk. Begonnen von Arthur Mennell (S. 1–105). Fortgeführt von Bruno Garlepp. 2 Bände. Weller, Berlin 1895–1898.[10]